# Estonia 3
Estonia 3 – samochód wyścigowy konstrukcji TARK, zaprojektowany przez Antsa Seilera i Peepa Velbriego. Uczestniczył w Sowieckiej Formule 3 i Sowieckiej Formule 4.

## Historia
Wytwarzana w latach 1960–1961 Estonia 3 była pierwszym produkowanym na większą skalę samochodem marki Estonia (wyprodukowano 36 sztuk). Pojazd był skonstruowany z myślą o uczestnictwie w Sowieckiej Formule 3, serii powstałej w 1960 roku. Przepisy tej serii dopuszczały silniki o pojemności do 500 cm³. Stąd też do napędu pojazdu posłużyła jednostka IMZ o pojemności 496 cm³ i mocy 35 KM przy 7000 obr./min. Silnik był sprzężony z czterostopniową skrzynią biegów i napędzał przednie koła. Pojazd ważył 260 kg, tj. o 40 kg mniej od głównego konkurenta – NAMI 041M. Samochód był w stanie osiągnąć prędkość 150 km/h.
Estonia 3 zadebiutowała podczas rundy w Tallinnie w 1960 roku. Kierowcami byli wówczas Enn Griffel oraz E. Meesila, ścigający się w barwach Kalev Tallinn. Zawodnicy ci wywalczyli podwójne zwycięstwo. Griffel był trzeci na koniec sezonu, a Meesila piąty. W sezonie 1961 kierowcą pojazdu był między innymi Ants Seiler, który był drugi w Kownie oraz pierwszy w Leningradzie i zdobył tytuł mistrzowski. Kolejny tytuł Estonią 3 zdobył w 1963 roku Madis Laiv.
Od 1964 roku w Sowieckiej Formule 3 podwojono dopuszczalną pojemność silników i model nie był już wystawiany w tej serii. Zamiast tego samochód uczestniczył w Sowieckiej Formule 4, gdzie obowiązywało ograniczenie pojemności do 500 cm³. W 1964 roku mistrzostwo zdobył tym samochodem Madis Laiv.